# Spijt is iets voor later
Spijt is iets voor later is het zevende album van Racoon. Het is het eerste Nederlandstalige album van de Nederlandse band die daarvoor vooral in het Engels zong.

## Achtergrond
In 2012 bracht Racoon voor de film Alles is Familie het Nederlandstalige nummer Oceaan uit. Ondanks het succes van dit nummer gaf de band aan niet verder te gaan met Nederlandstalige nummers. Voor zanger Bart van der Weide was het overlijden van zijn zus in 2016 de reden om toch aan een Nederlandstalig album te werken.

## Tracklist
| Nr. | Titel                        | Schrijver(s)                                                     | Duur |
| --- | ---------------------------- | ---------------------------------------------------------------- | ---- |
| 1.  | Het is al laat toch          | Bart van der Weide, Dennis Huige, Maarten van Damme              | 3:28 |
| 2.  | De held en de lul            | Bart van der Weide, Dennis Huige, Maarten van Damme, Manu van Os | 4:20 |
| 3.  | Tijd verliezen               | Bart van der Weide, Dennis Huige, Maarten van Damme              | 3:56 |
| 4.  | Geef je hart niet zomaar weg | Bart van der Weide, Dennis Huige, Maarten van Damme              | 4:05 |
| 5.  | We willen meer meneer        | Bart van der Weide, Dennis Huige, Maarten van Damme              | 1:33 |
| 6.  | Hee joh Jip                  | Bart van der Weide, Dennis Huige, Maarten van Damme              | 3:00 |
| 7.  | Laat mij maar blind zijn     | Bart van der Weide, Dennis Huige, Maarten van Damme              | 3:32 |
| 8.  | De echte vent                | Bart van der Weide, Dennis Huige, Maarten van Damme              | 3:55 |
| 9.  | Historie van een man         | Bart van der Weide, Dennis Huige, Maarten van Damme              | 3:29 |
| 10. | Uit evenwicht                | Bart van der Weide, Dennis Huige, Maarten van Damme              | 3:09 |